# Achramorpha
Achramorpha é um gênero de esponja marinha da família Achramorphidae.

## Espécies
- Achramorpha diomediae Hozawa, 1918
- Achramorpha glacialis Jenkin, 1908
- Achramorpha grandinis Jenkin, 1908
- Achramorpha nivalis Jenkin, 1908
- Achramorpha truncata (Topsent, 1908)